# Oscar Landa
Oscar Emil Landa (Stavanger, 15 d'agost de 1993) és un ciclista noruec, professional des del 2013 fins al 2016.

## Palmarès
- 2015
  - 1r al Gran Premi Viborg
  - Vencedor d'una etapa al Circuit des plages vendéennes